# Ferrari Mondial
La Ferrari Mondial è un'automobile prodotta dalla casa automobilistica italiana Ferrari tra il 1980 ed il 1993.

## Sviluppo

### Mondial 8
La Dino 308 GT4 non aveva avuto il successo sperato, secondo Enzo Ferrari, non per l'impostazione meccanica come coupé 2+2 con motore centrale ma per il design realizzato da Bertone. Per questo motivo venne proposta, nel 1980, la realizzazione di una nuova vettura, denominata Mondial 8.

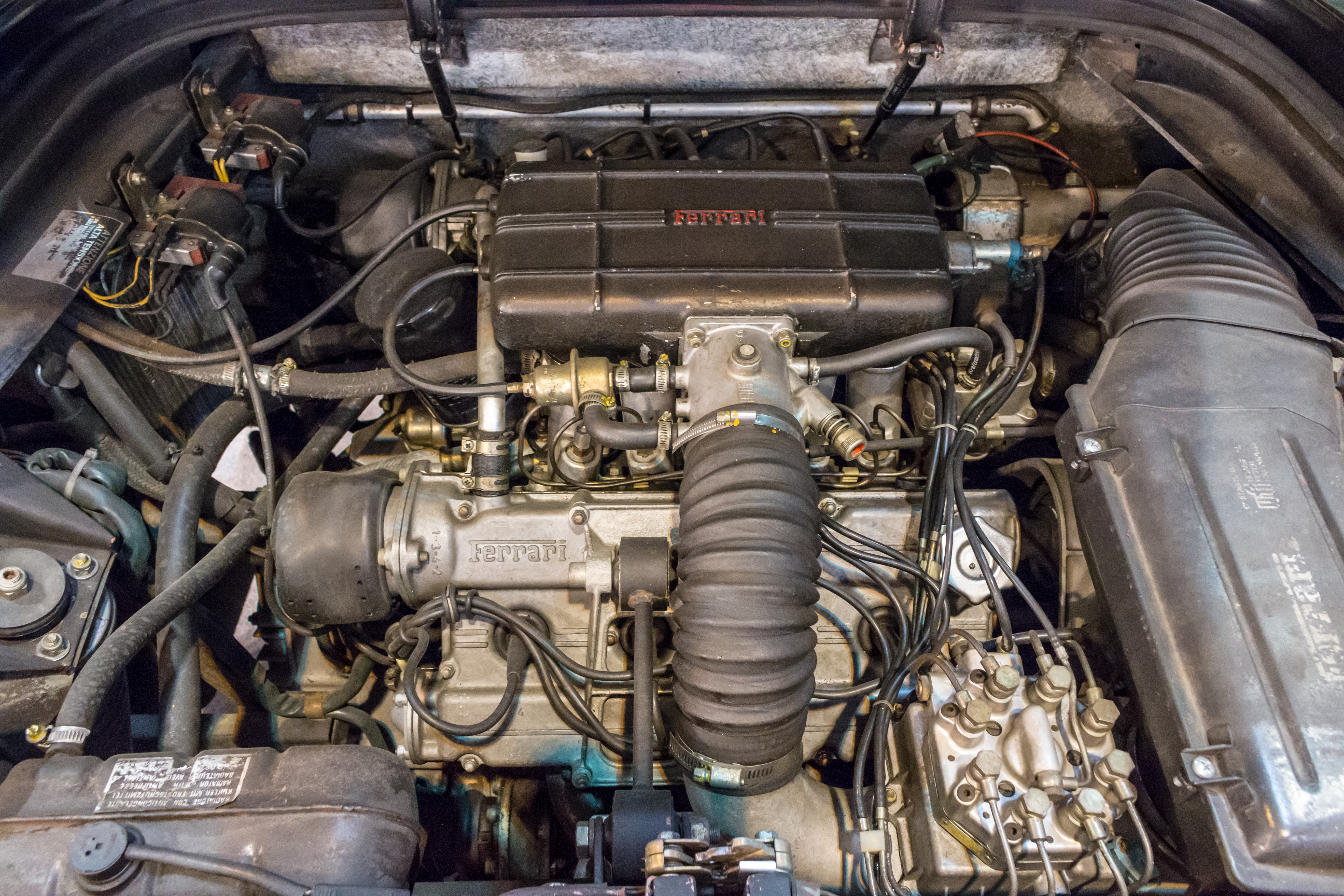
Motore Ferrari Dino F106B di una Mondial 8

La denominazione Mondial era dedicata alla vittoria nel campionato mondiale di F1 dell'anno precedente, come già fatto per un celebre modello degli anni cinquanta.
Questa volta la realizzazione del design venne affidata alla Pininfarina. L'estetica della Mondial, anche se impostata per una vettura 2+2, si distanziava dalla forma a "cuneo" della 308 GT4, in quanto aveva una linea meno aggressiva molto più adatta ad un'auto 4 posti. Per la prima volta compaiono le grosse griglie laterali, che in seguito verranno adottate anche sulla Ferrari Testarossa.

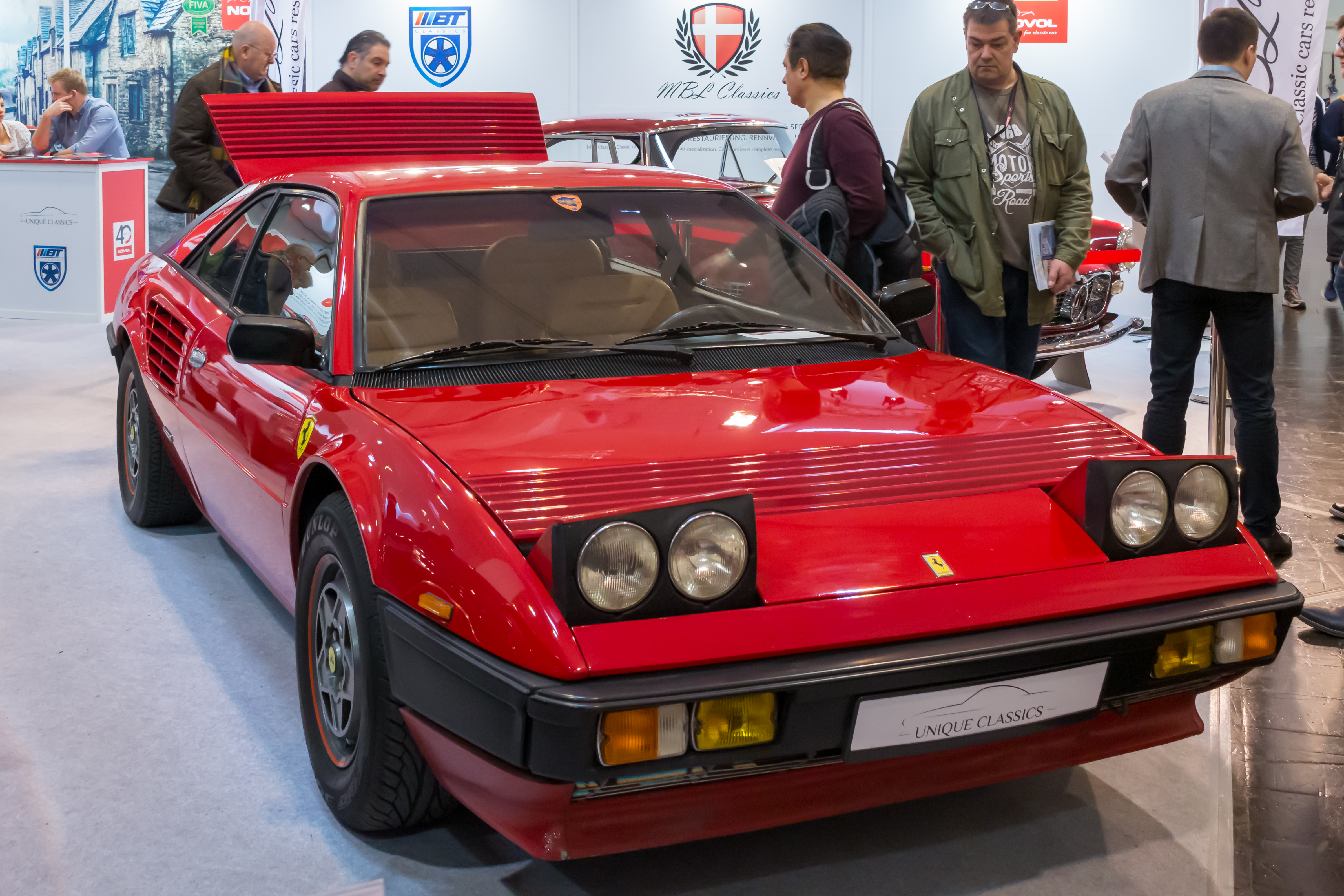
Dettaglio frontale con fanali a scomparsa aperti

La Mondial fu una delle prime world car della Ferrari, con un telaio tubolare, un passo allungato, motore trasversale, sospensioni indipendenti, cinque marce, e un innovativo telaio a retrotreno removibile per facilitare le operazioni di meccanica (tecnica poi adoperata sulle Ferrari successive).
L'abitacolo elegante e ben definito montava dei nuovi inserti in plastica e pulsanti elettrici a rimpiazzo delle levette meccaniche a tirante. Completavano il tutto 4 sedili in pelle Connolly, un computer di bordo e un sistema di accensione elettronica Marelli Digiplex.
L'auto adottava un motore motore V8 di 2926 cm³ da 214 CV derivato da quello della Ferrari 308 GTB abbinato ad un'alimentazione ad iniezione Bosch K-Jetronic. La velocità massima è di 220 km/h.
Per adeguarsi alle severe normative anti inquinamento, la versione di esportazione per i mercati svizzero e statunitense adottò una più bassa compressione e un catalizzatore che ne abbassava la potenza. Inoltre le vetture destinate al mercato americano, sempre per rispettare le norme di omologazione locali, avevano i paraurti più sporgenti e le luci di ingombro laterali. Il freddo impatto per le versioni da esportazione, unito a guasti ricorrenti dell'impianto elettrico nei primi modelli, portarono gli ingegneri e i tecnici Ferrari a sperimentare sulla successiva versione della Mondial il propulsore 4 valvole a cilindro derivato dalle vetture di Formula 1.
Della Mondial 8 furono costruite solo 703 unità (di cui 145 con la guida a destra). Le primissime versioni erano dotate di un solo specchietto retrovisore sul lato sinistro e avevano le griglie laterali nere, soluzione poi abbandonata in favore del doppio specchietto esterno e le griglie in tinta con la carrozzeria. Non fu prodotto nessun esemplare cabriolet della Mondial 8 (solo a partire dalla successiva versione "Quattrovalvole" si vide la versione scoperta), e tutte le 703 unità della prima serie avevano il tettuccio apribile elettricamente, oltre alla chiusura centralizzata e alla regolazione elettrica degli specchietti retrovisori, nonché apertura elettrica dei 3 cofani (l'anteriore, con la ruota di scorta ed alcuni servizi, il centrale con il vano motore e il capiente, per una Ferrari, portabagagli posteriore). Rilevante anche il fatto di essere la prima Ferrari V8 stradale ad iniezione, oltre ad essere la prima ad adottare il telaio posteriore smontabile per facilitare la rimozione del propulsore. La fabbricazione della Mondial 8 era artigianale, per questo motivo la stessa Ferrari, nella sua pagina ufficiale dedicata a questo modello, avverte che le caratteristiche tecniche e le dimensioni ufficiali sono indicative.

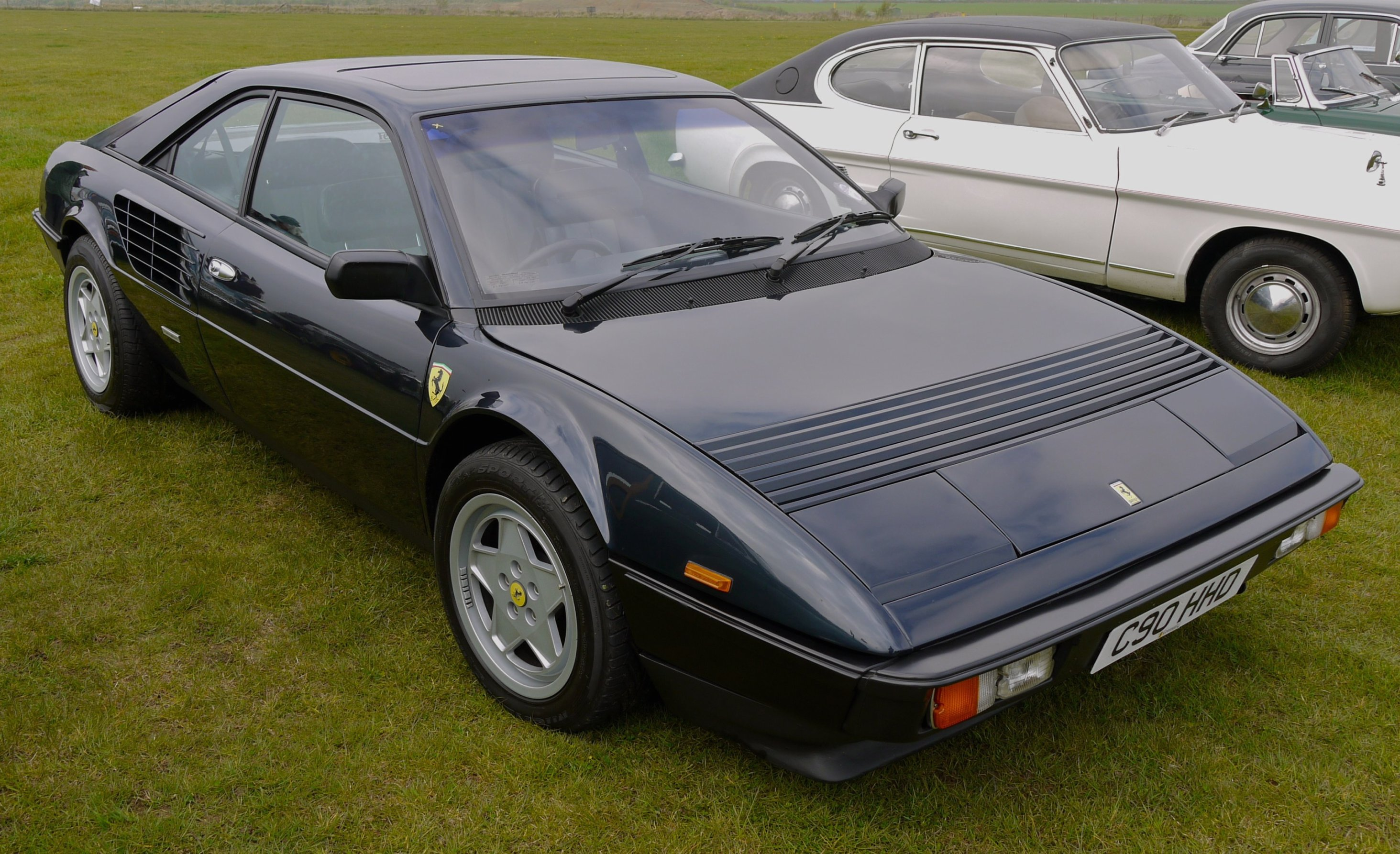
Una Mondial Quattrovalvole

## Versioni

### Mondial Quattrovalvole
Nel 1982 viene lanciata la Mondial Quattrovalvole,  ovvero la versione con lo stesso motore della precedente serie 8 ma con nuova testata a 32 valvole. La potenza cresceva a 240 CV e le prestazioni miglioravano globalmente. La velocità massima è di 240 km/h. Dal punto di vista estetico e telaistico, l'auto era pressoché identica alla Mondial 8.

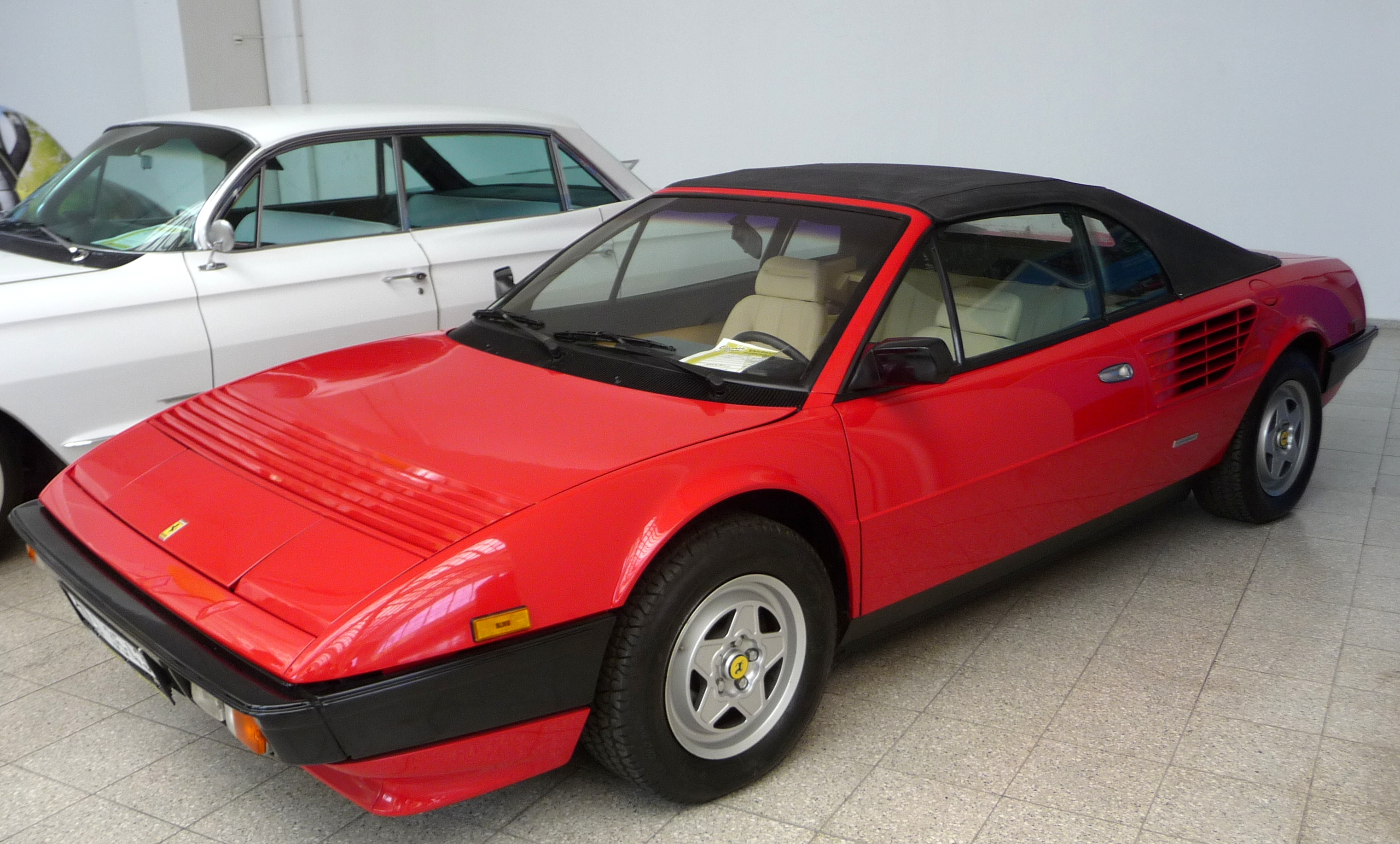
Una Mondial Quattrovalvole cabriolet

L'interno del Mondial Quattrovalvole è però diverso. La plancia centrale e il tunnel furono ridisegnati per alloggiare nuovi pulsanti e un impianto elettrico migliorato. Cambiava anche l'alloggiamento del computer di bordo e la sede dell'autoradio ora più visibile e più facile da raggiungere dal guidatore. Anche la finitura della selleria, i pannelli e le maniglie interne delle porte furono oggetto di modifiche. Inoltre è presente sul cruscotto la scritta cromata "Quattrovalvole". Tale interno equipaggerà la futura versione della Mondial 3.2.
La Mondial, con la versione Quattrovalvole, iniziò a riscuotere un successo più ampio per via delle migliorate prestazioni del propulsore. Ma il grande successo, soprattutto negli Stati Uniti d'America (che assorbivano l'80% della produzione), arrivò nel 1983 con il lancio della Mondial Quattrovalvole Cabriolet. L'assenza del tetto giovava parecchio alla linea e la presenza del telaio tubolare, che limitava la necessità di rinforzi, consentì di contenere l'incremento di peso in soli 55kg.
Furono prodotti 1.145 esemplari di Mondial Quattrovalvole in versione coupé (di cui 152 con la guida a destra) mentre 629 furono gli esemplari di Mondial Quattrovalvole prodotti in versione Cabriolet (di cui 24 con la guida a destra).

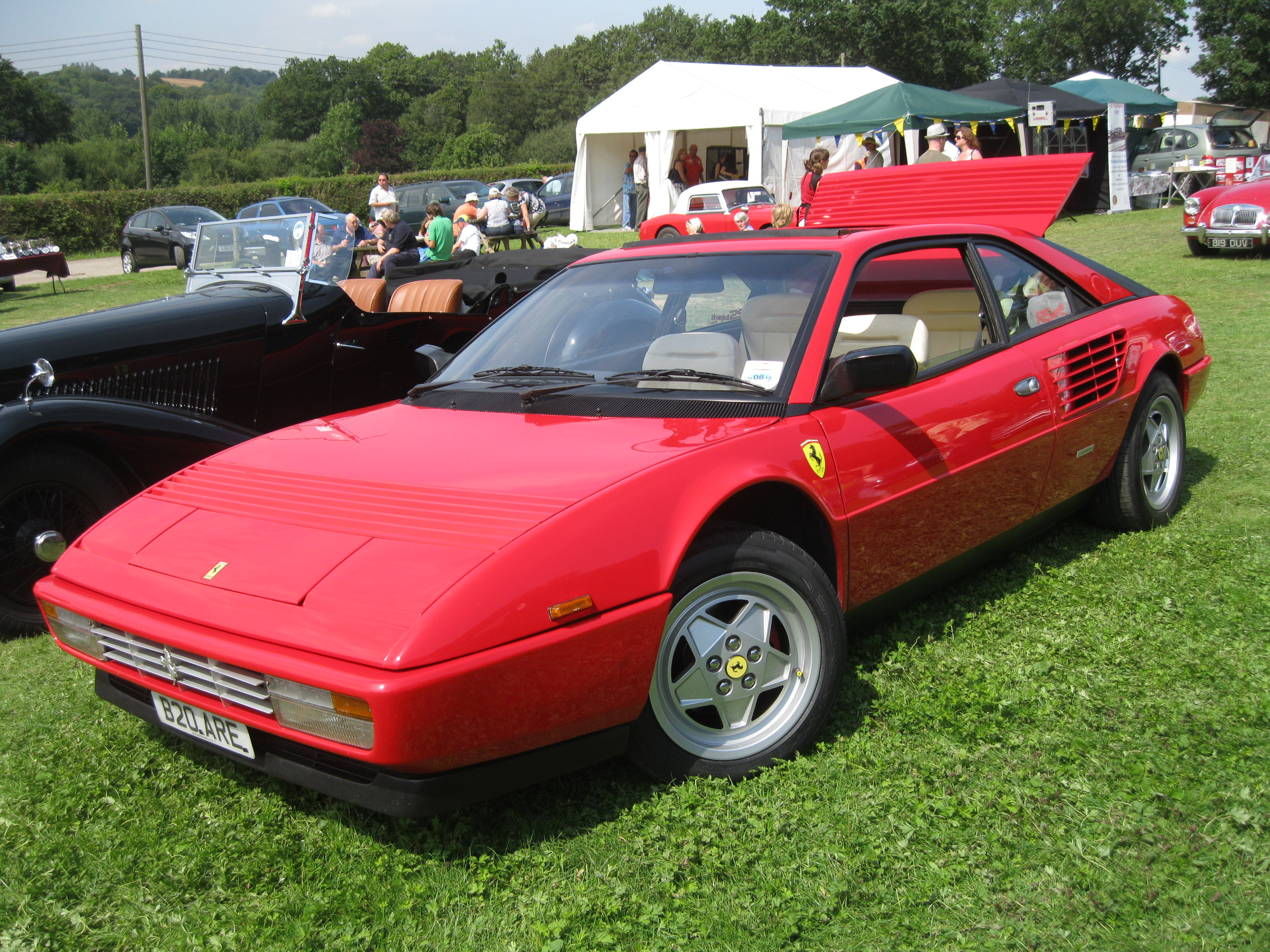
Una Mondial 3.2

### Mondial 3.2
Nel 1985 la Mondial viene totalmente rinnovata nell'estetica e nella meccanica sia in versione coupé e cabriolet. Per eliminare gli ingombranti paraurti e fascioni neri viene disegnato un nuovo frontale e un nuovo paraurti che successivamente equipaggeranno anche la Ferrari 328, Testarossa e GTB/GTS Turbo. Ciò determina anche modifiche riguardanti l'intera scocca. La carrozzeria viene alleggerita con cofano posteriore, cofano anteriore e griglie realizzati totalmente in alluminio. Le griglie di aerazione sono state realizzate invece in materiale composito facile da rimuovere per la manutenzione del canale di alimentazione dell'aria. I rivestimenti delle portiere e i telaietti interni vengono snelliti, mentre gli interni sono simili alla versione Quattrovalvole.

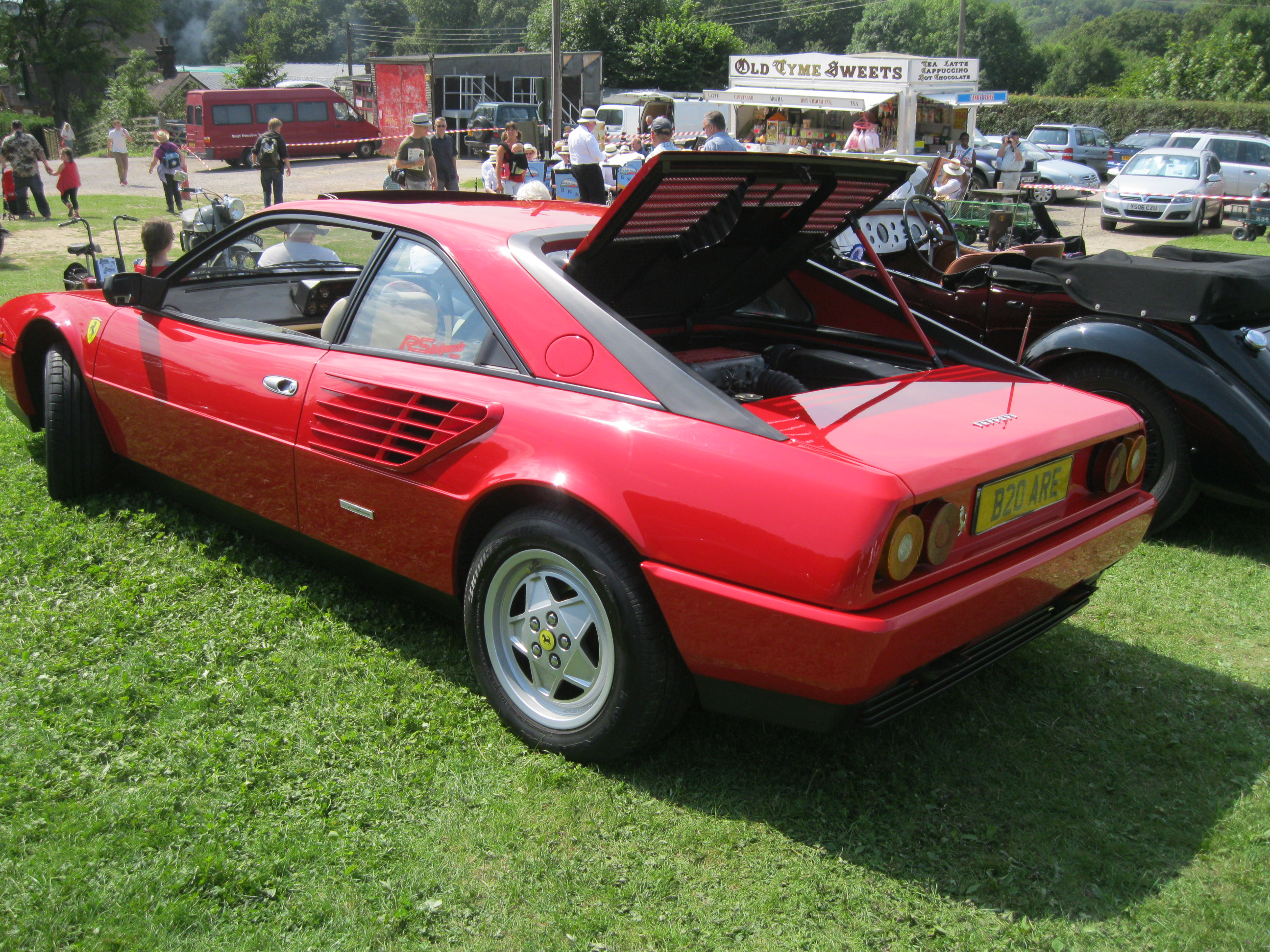
Vista posteriore

Nelle ultime e rare versioni fine serie (1988) il sistema elettrico (che presentava già risolti i problemi delle prime versioni) diventa ancora più sicuro, grazie alla scomparsa dell'antiquato computer di bordo. 
Inoltre l'auto presenta per la prima volta su una Ferrari un innovativo sistema ABS. Erano presenti inoltre come optional il tettuccio elettrico e cerchi da 16 pollici in magnesio.

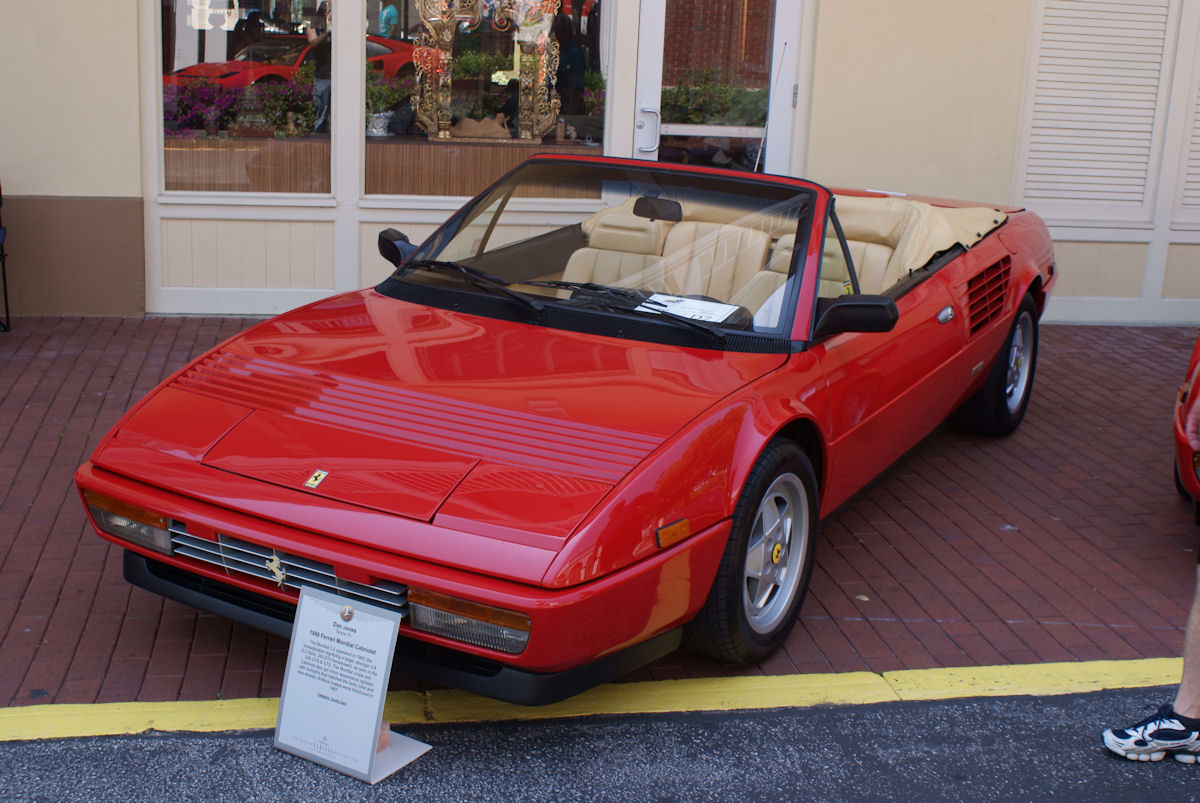
Una Mondial 3.2 cabriolet del 1988

Dal punto di vista tecnico le maggiori novità erano concentrate nel motore, la cui cilindrata fu portata a 3185 cm³. Grazie alla potenza di 270 CV, la Mondial 3.2 è in grado di raggiungere la velocità massima di 250 km/h. L'accensione dell'auto viene affidata alla nuova unita singola Marelli Microplex.
Le versioni americana e svizzera erano dotate di molto più equipaggiamento elettronico, ossia di una centralina con sonde lambda e catalizzatore Jetronic adibito alla gestione della miscela benzina/aria per evitare un calo prestazionale.

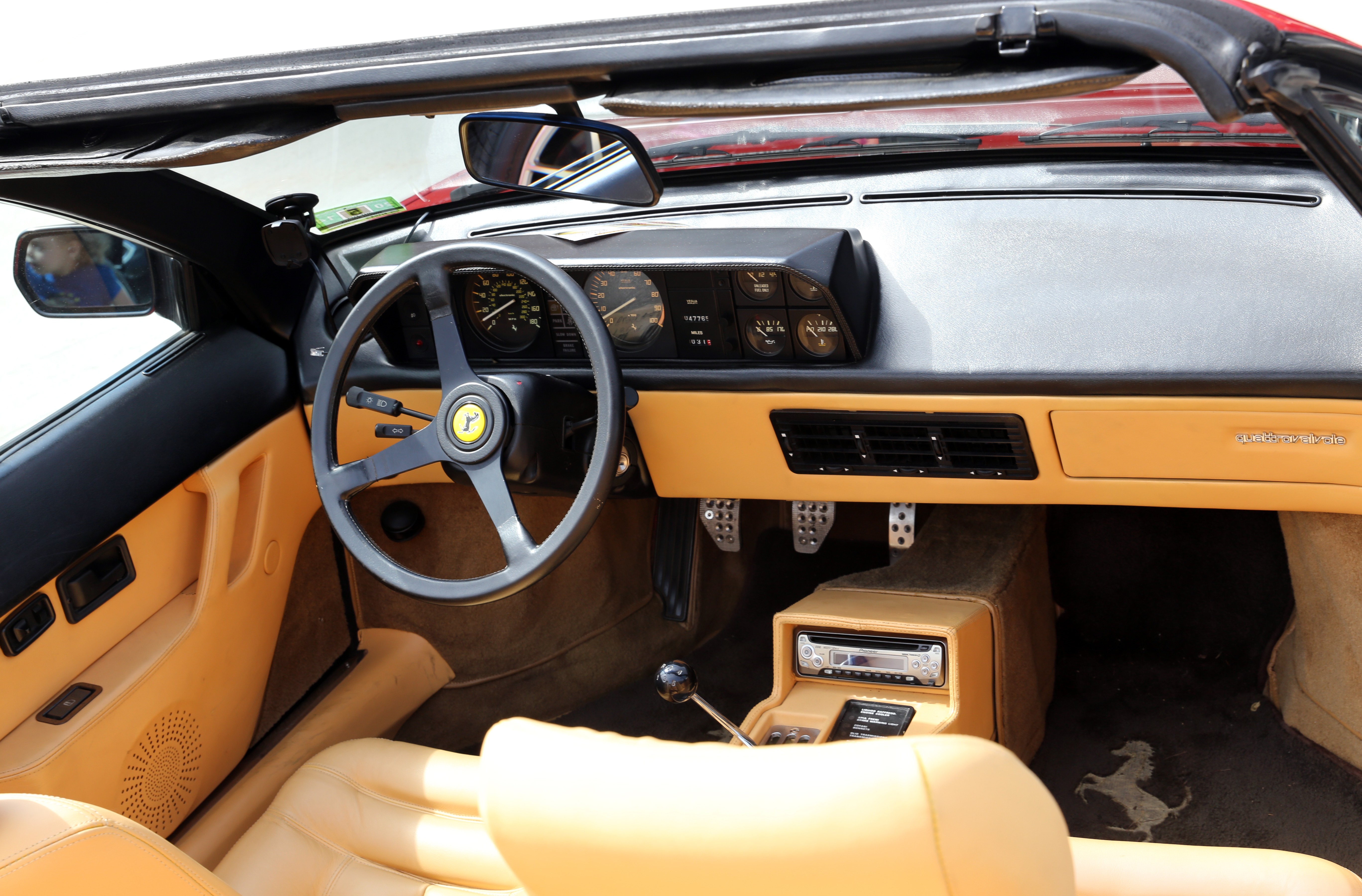
Interni di una Ferrari Mondial 3.2 Cabriolet

La Mondial e la 328 rappresentano le ultime autovetture V8 di Maranello dotate di motore trasversale centrale. Il motore trasversale presenta il vantaggio di poter essere riparato in sede senza la rimozione totale del motore (come nei modelli successivi), con un costo contenuto. Anche le parti meccaniche e i ricambi delle due risultano di facile reperibilità, portando così le vetture ad essere definite dal celebre magazine Forza come le vetture più abbordabili e gestibili di Maranello.
Questa vettura è legata ad un evento particolare: il 4 giugno del 1988 il papa Giovanni Paolo II visitò gli stabilimenti Ferrari. Enzo Ferrari era malato e poté avere con il pontefice solo un colloquio telefonico. Il santo pontefice, al di fuori da ogni protocollo, chiede che gli venga fornita un'automobile Ferrari per salutare i fedeli che si trovavano lungo la pista di Fiorano. Il suo desiderio viene rapidamente esaudito. La vettura fornita fu una Mondial cabriolet e venne guidata dal figlio di Enzo Ferrari, Piero Ferrari. L'immagine del papa sulla Mondial fece rapidamente il giro del mondo.

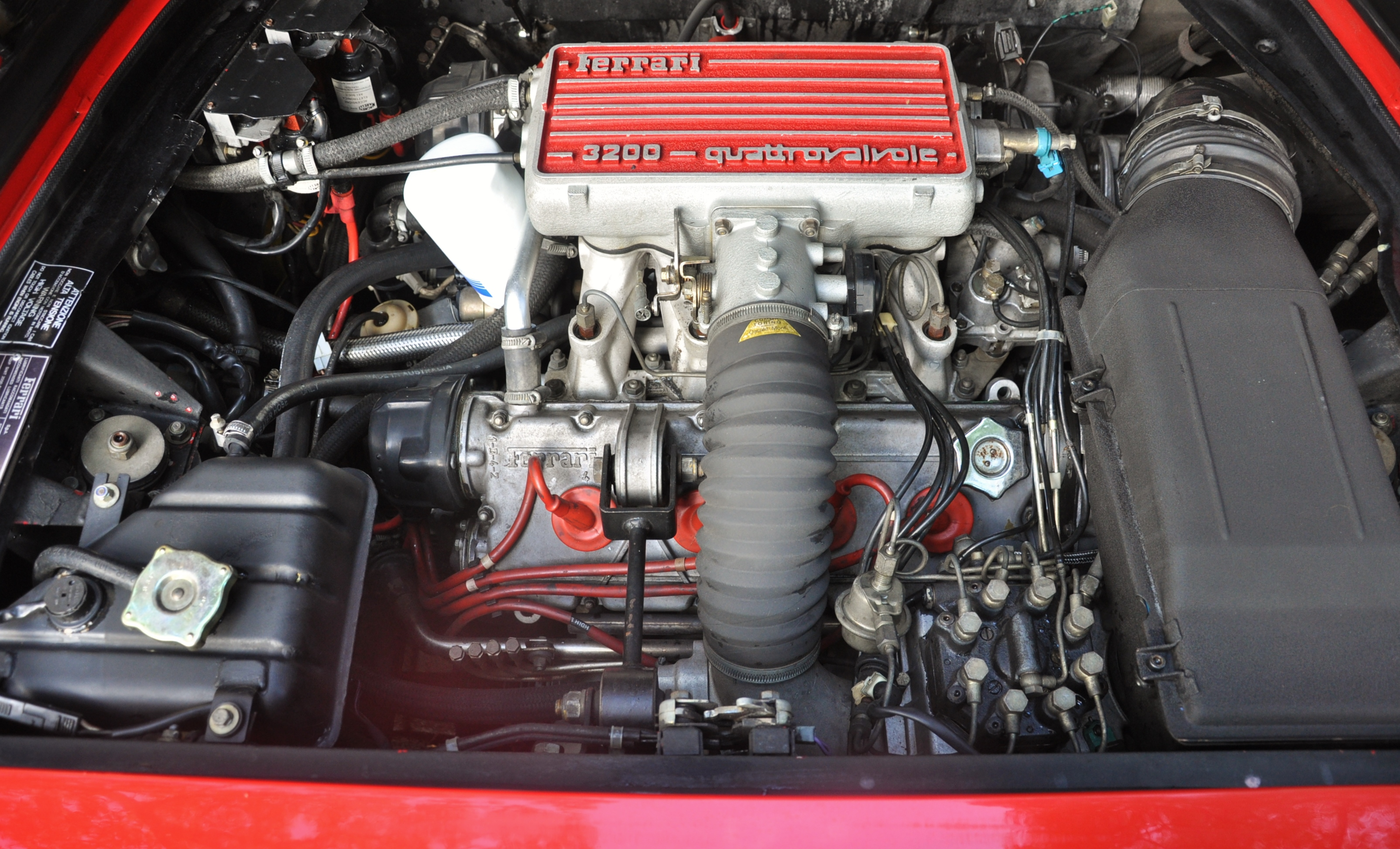
Motore di una Mondial 3.2 Coupe del 1988

Furono prodotti 987 esemplari di Mondial 3.2 in versione coupé (di cui 91 con la guida a destra) mentre furono prodotti 810 esemplari in versione Cabriolet (di cui 57 con la guida a destra).

### Mondial T
Al Salone dell'automobile di Ginevra, a marzo del 1989, fu presentata la Mondial T. Questo modello ospita il nuovo motore montato in posizione longitudinale e l'innovativo cambio trasversale (da qui il nome T) progettati per equipaggiare la Ferrari 348 che verrà lanciata sul mercato 6 mesi dopo.

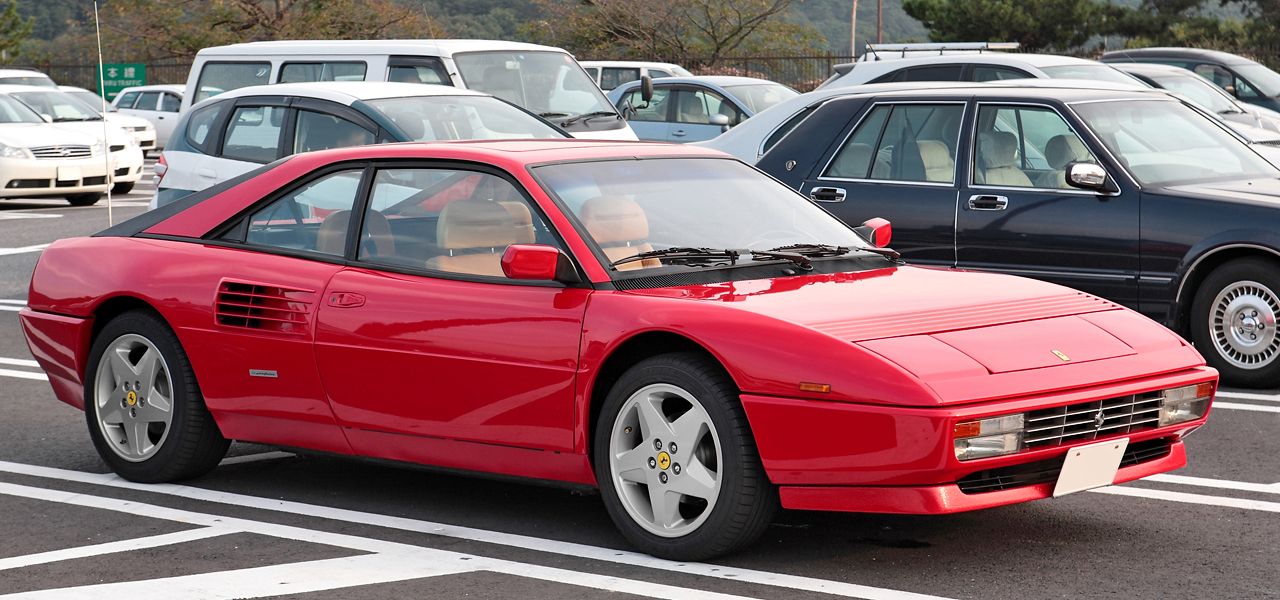
Una Mondial T

La cilindrata del motore è di 3.405 cm³ (con un alesaggio di mm 85 e una corsa di mm 75) e la potenza è di 300 CV a 7.200 giri/minuto (con una coppia motrice massima è di 33 kgm a 4.200 giri/minuto)..Con questo nuovo motore, la Mondial T (prodotta sempre in versione coupé e cabriolet), raggiunge i 100 km/h in 6,3 secondi e fa registrare una velocità massima di 257 km/h, mantenendo un'eccellente facilità di guida.
Complice dell'aumento delle prestazioni fu anche il nuovo sistema di accensione e iniezione elettronica Bosch Motronic 2.5 che sostituì il sistema meccanico K-Jetronic. Il nuovo motore longitudinale, anziché trasversale, oltre che migliorare l'efficienza degli scarichi permise di abbassare il baricentro della vettura di 12 cm;. Il comando elettronico delle sospensioni era a taratura variabile nelle modalità Soft, Auto (una centralina adatta le sospensioni a seconda del fondo stradale) e Hard. Il cambio divenne trasversale, con frizione bidisco posteriore a sbalzo.
Anche l'estetica fu modificata con una griglia dell'aria rimpicciolita e abbassata (cosa che alcuni appassionati non gradirono) e i paraurti più avvolgenti. I passaruota presentavano delle linee più bombate e le maniglie apriporta sono in tinta con la carrozzeria. Anche gli interni furono ridisegnati con uno stile più sobrio con una nuova plancia, un nuovo tunnel centrale, nuovi sedili e un nuovo volante.
Una delle ultime evoluzioni della Mondial era la Valeo, dotata di un innovativo cambio a frizione elettronica (quindi pedale assente) che permetteva di cambiare marcia senza alcuna pressione o presenza della frizione.

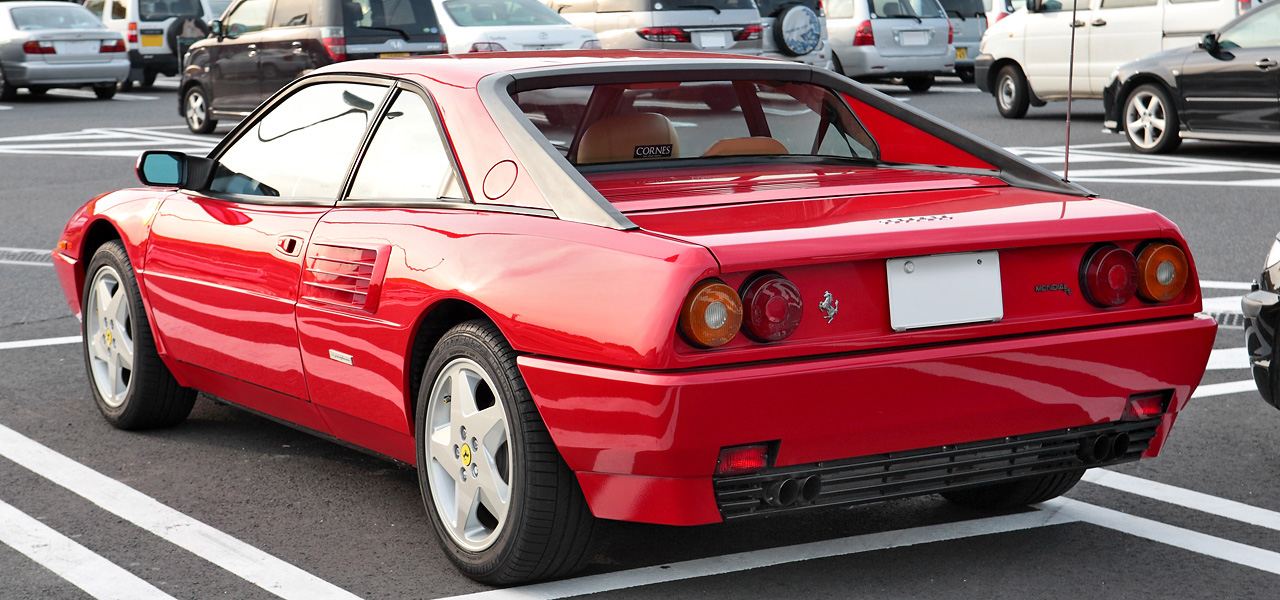
Vista posteriore

La Ferrari decise di esportare poche Mondial T. Si contano circa 43 esemplari negli Stati Uniti, dove la coupé divenne molto rara e costosa per diversi anni successivi alla morte di Enzo Ferrari. Una delle ultime T coupé compare in una colorazione nera nel video test della trasmissione Motorweek.
La produzione cessò definitivamente nel 1993 e con essa terminò anche la produzione di Ferrari "2+2" con motore V8. Può essere considerata sua erede la 456 GT, equipaggiata però da un più classico (per la produzione Ferrari) V12 montato anteriormente. Di fatto la 456 GT era la più diretta discendente della 412, uscita di listino qualche anno prima. Più simile alla Mondial T si può considerare la California del 2008.

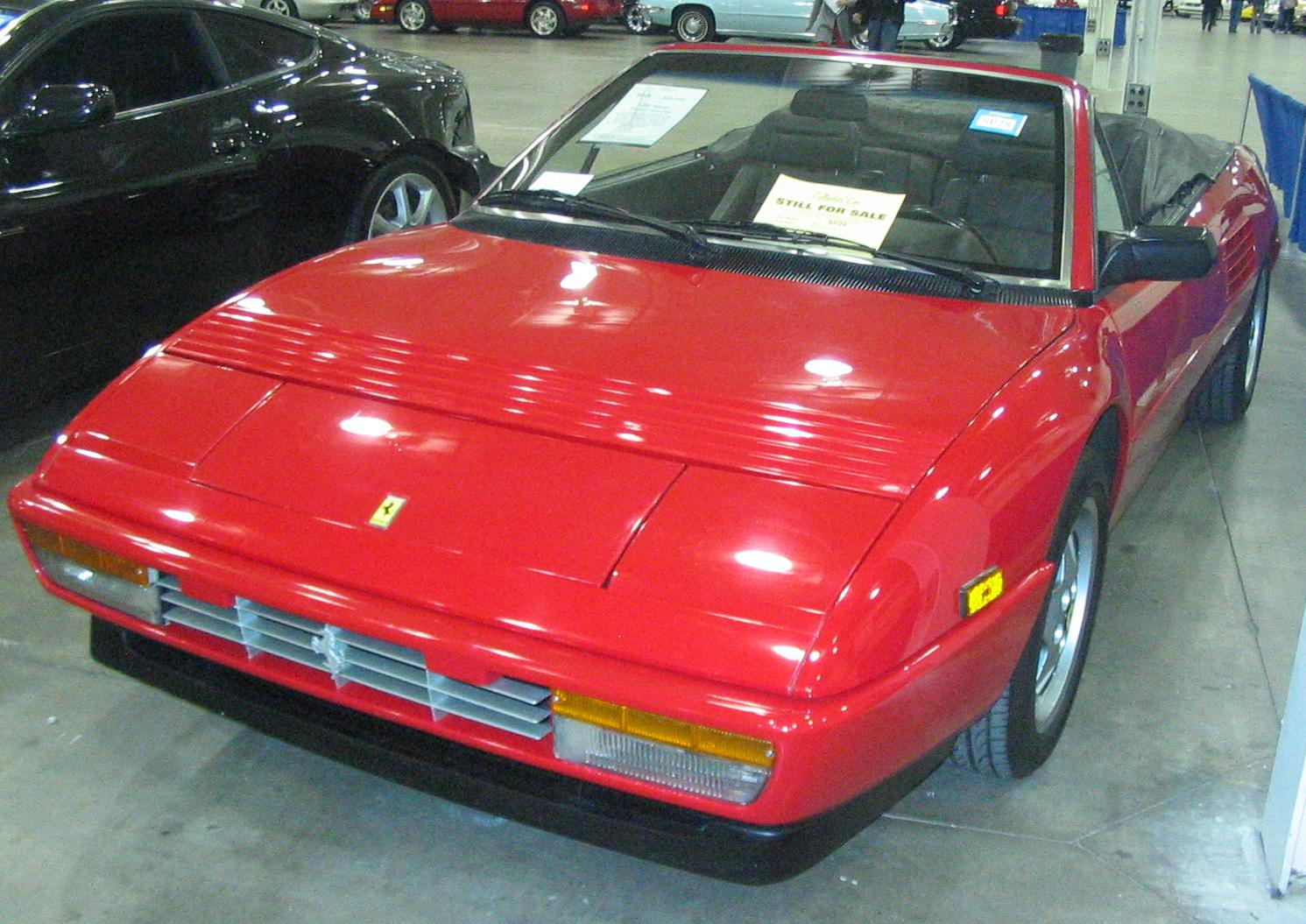
Una Mondial T cabriolet del 1992

Furono prodotti 858 esemplari di Mondial T in versione coupé (di cui 51 con la guida a destra) mentre furono prodotti 1.010 esemplari di Mondial T in versione Cabriolet (di cui 45 con la guida a destra).
Secondo una classifica datata Aprile 2017 stilata da Autoscout (elenco dal 1º al 10º posto delle auto più richieste) e riportata da tutti i principali siti automobilistici e non, la Ferrari Mondial è al 1º posto tra le auto più sottovalutate del passato ed oggi più ricercate, segue al 2º posto la Maserati Biturbo ed al 3° la Ferrari Dino GT4.

### Mondial Moneytron
A ribadire le ottime prestazioni e tenuta di strada dell'auto, nel 1989 2 esemplari di Mondial 3.2 elaborati a 340 CV vennero utilizzati dal team Moneytron per la 24 Ore di Spa. Le due Mondial erano guidate da Bertrand Gachot, Harald Huysman e Keke Rosberg.

## Motorizzazioni
| Motore    | Cilindrata | Alesaggio | Corsa   | Potenza*                        | Coppia*                   | Rapporto di compressione | Limitatore giri | Produzione | Versione    | (0-97 km/h) | Fonte               |
| --------- | ---------- | --------- | ------- | ------------------------------- | ------------------------- | ------------------------ | --------------- | ---------- | ----------- | ----------- | ------------------- |
| F106B     | 2926 cm³   | 81 mm     | 71 mm   | 157 kW (214 CV) a 6600 giri/min | 243 Nm a 4600 giri al min | 8,8:1                    | 7700            | 1980-1982  | Mondiale 8  | 8,2 secondi |                     |
| F105A     | 2.926 cc   | 81 mm     | 71 mm   | 177 kW (240 CV) a 6800 giri/min | 255 Nm a 5500 giri al min | 8,6:1                    | 7700            | 1982-1985  | Mondial QV  | 6,4 secondi |                     |
| F105C     | 3185 cc    | 83 mm     | 73,6 mm | 199 kW (270 CV) a 7000 giri/min | 304 Nm a 5500 giri al min | 9,8:1                    | 7700            | 1985-1989  | Mondial 3.2 | 6,3 secondi |                     |
| F119D o G | 3404,7 cm³ | 85 mm     | 75 mm   | 221 kW (300 CV) 7200 giri/min   | 324 Nm a 4200 giri al min | 10.4:1                   | 7500            | 1989–93    | Mondiale T  | 5,6 secondi | Autocar giugno 1992 |

- I dati di potenza e coppia indicati si riferiscono alle versioni europee